# Cotulades montanus
Cotulades montanus là một loài bọ cánh cứng trong họ Zopheridae. Loài này được Blackburn miêu tả khoa học năm 1893.